# Cratere Vetchinkin
Vetchinkin è un cratere lunare di 94,29 km situato nella parte nord-occidentale della faccia nascosta della Luna.